# 稲村純三
稲村 純三（いなむら じゅんぞう、1948年4月2日 - ）は、日本の経営者。明電舎社長、会長を務めた。

## 来歴・人物
東京都出身。1971年に慶應義塾大学工学部電気学科を卒業し、同年に明電舎に入社した。2007年6月に取締役に就任し、2008年6月には社長に昇格。2013年6月に会長に就任し、2006年6月から相談役を務めた。
2021年11月に旭日中綬章を受章。